# Hessisches Ministerium für Wissenschaft und Forschung, Kunst und Kultur

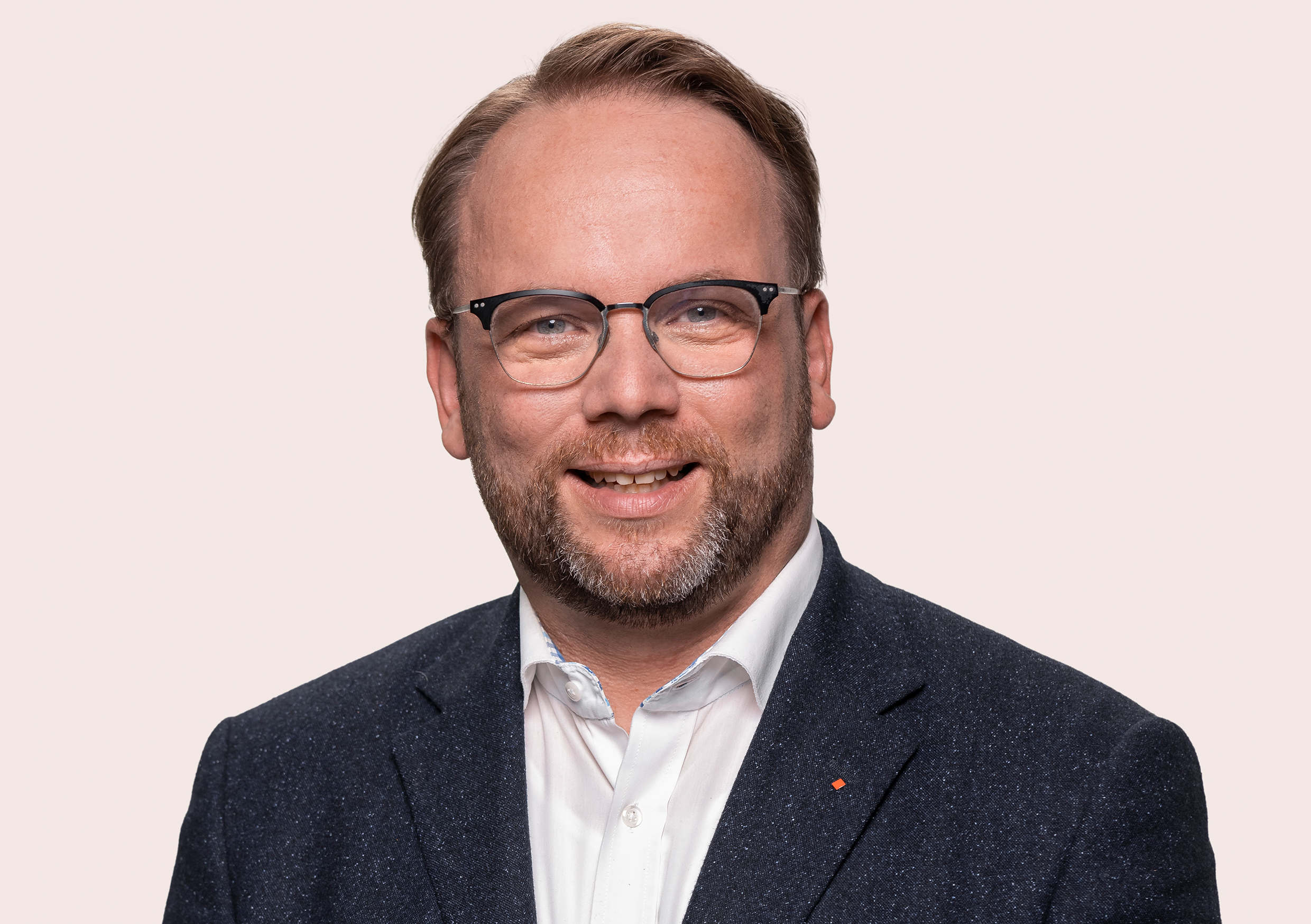
Staatsminister Timon Gremmels (2021)

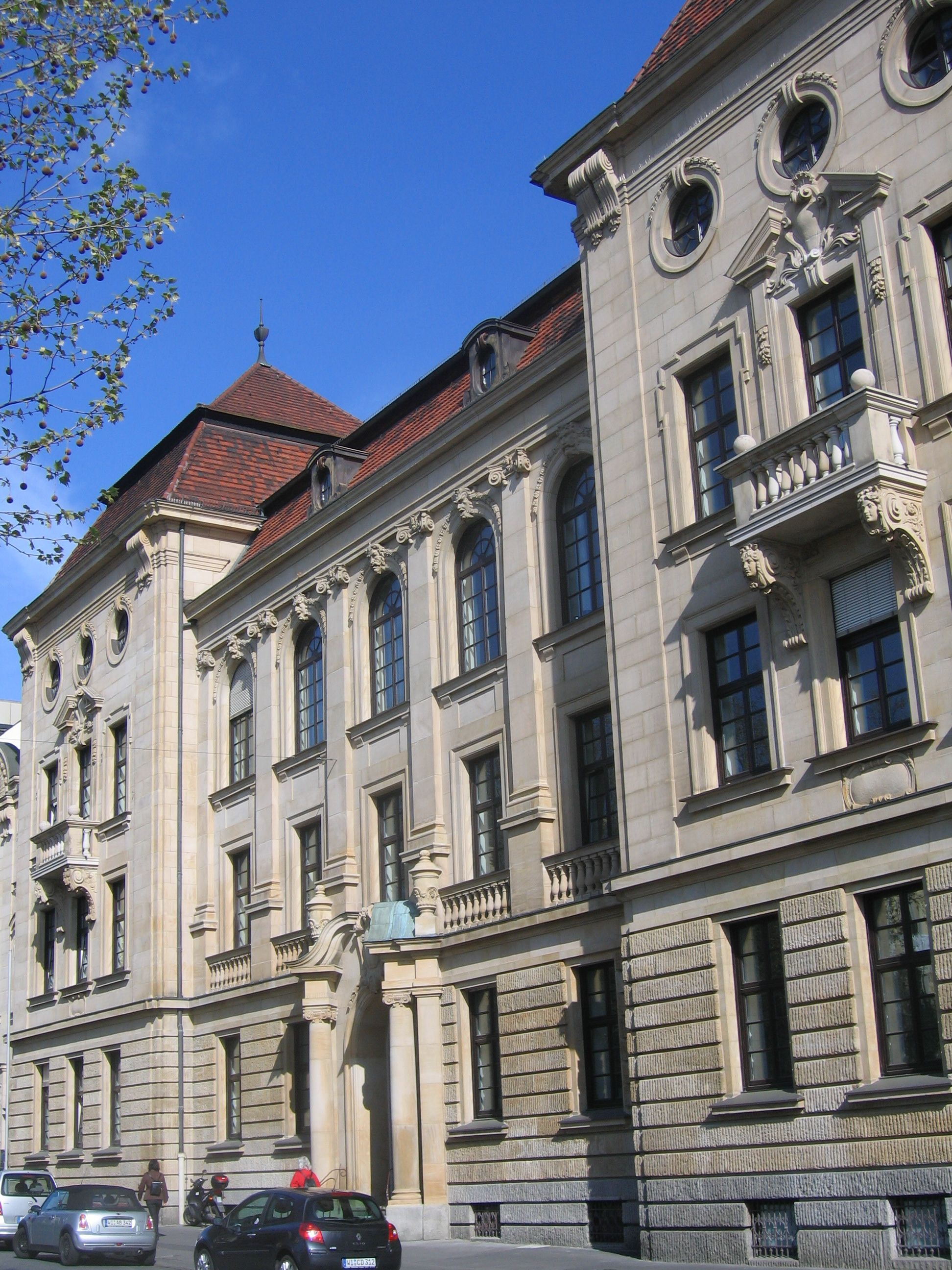
Gebäude des Hessischen Ministeriums für Wissenschaft und Forschung, Kunst und Kultur

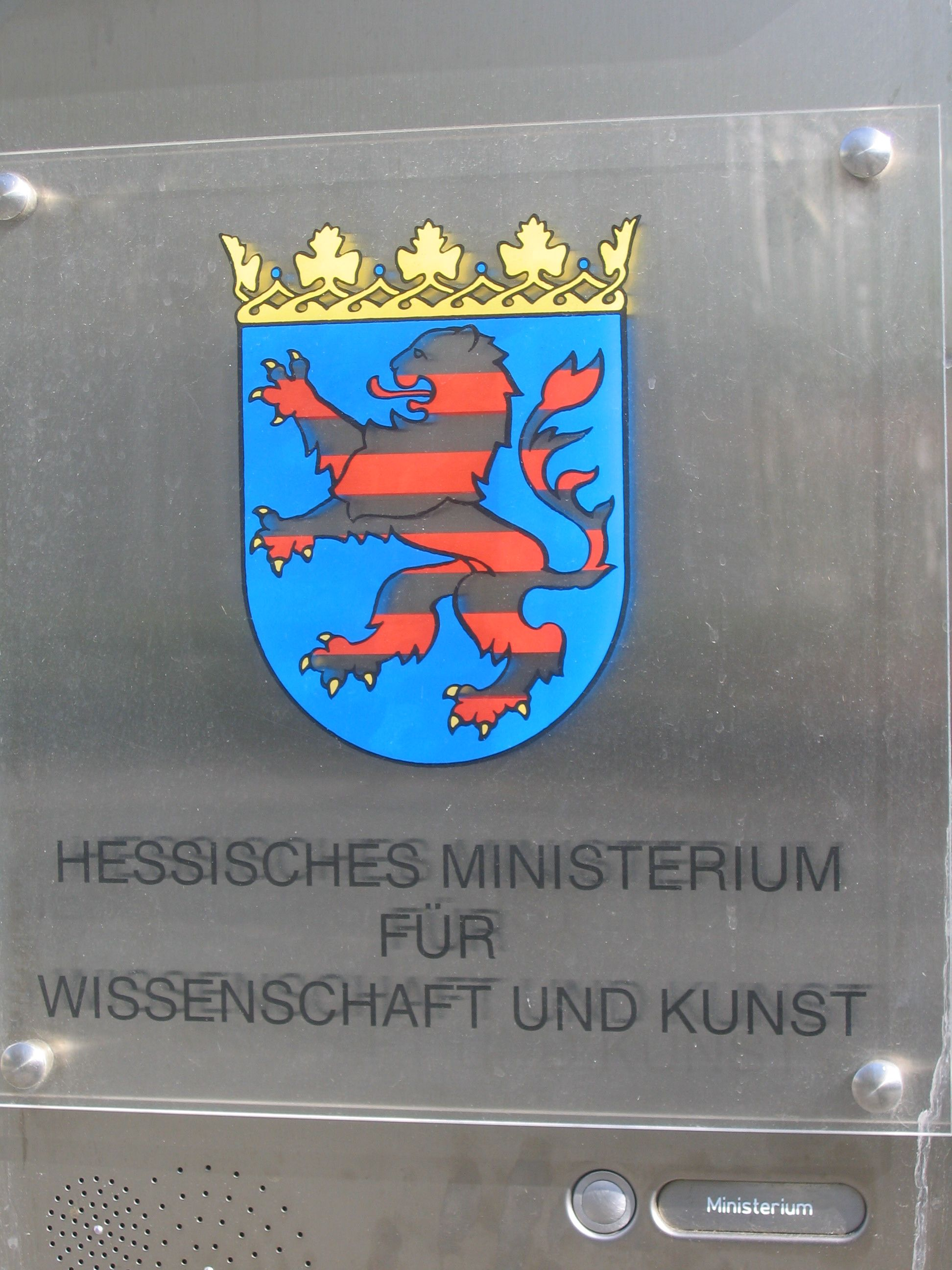
Schild des Ministeriums am Gebäude

Das Hessische Ministerium für Wissenschaft und Forschung, Kunst und Kultur (HMWK) ist eine Oberste Landesbehörde. Das HMWK ist das Hochschul- und Kulturministerium des Landes Hessen. An der Spitze des Hauses steht als Mitglied der Hessischen Landesregierung Staatsminister Timon Gremmels (SPD).
Dem Minister steht ein Staatssekretär zur Seite, derzeit der Staatssekretär Christoph Degen (SPD). Er leitet als Amtschef und oberster Beamter die innere Struktur des Ministeriums.

## Geschichte
Das Ministerium wurde am 4. Juli 1984 aus dem Hessischen Kultusministerium ausgegründet. Das Kultusministerium blieb danach für Schul- und einen Teil der Kirchenangelegenheiten zuständig.
Seit 1987 ist das Hessische Ministerium für Wissenschaft und Forschung, Kunst und Kultur in einem angemieteten, gründerzeitlichen neobarocken Bürogebäude zwischen Rheinstraße und Luisenstraße in Wiesbaden untergebracht, das von 1905 bis 1975 als Wiesbadener Hauptpost diente und anschließend entsprechend umgebaut und renoviert wurde.

## Zuständigkeit

### Aufgaben
Die Aufgaben des Ministeriums erstrecken sich auf
- das Hochschulwesen (Universitäten, Universitätskliniken, Kunst- und Fachhochschulen)
- wissenschaftliche Forschungseinrichtungen
- Denkmalschutz und Denkmalpflege
- Kulturgüterschutz
- Museen und Kunstsammlungen
- Theater, Musik und bildende Kunst
- Archivwesen
- Bibliotheken

In der Regel bestehen die Aufgaben des Ministeriums in der Fach- und Rechtsaufsicht sowie in der Förderung von Wissenschaft, Forschung, Kunst und Kultur in Hessen. Außerdem ist das Ministerium für hochschul-, forschungs- und kulturpolitische Fragen zuständig.
Das Ministerium hat etwa 235 Bedienstete. In den nachgeordneten Behörden sind etwa 2.016 Personen beschäftigt. Weitere etwa 11.227 Mitarbeiter sind in den nachgeordneten Hochschulen beschäftigt.

### Nachgeordnete Behörden und Hochschulen
Dem Ministerium sind zahlreiche Hochschulen und Dienststellen des Landes Hessen nachgeordnet:
- Universitäten
  - Justus-Liebig-Universität Gießen
  - Universität Kassel
  - Philipps-Universität Marburg
- Kunsthochschulen
  - Hochschule für Musik und Darstellende Kunst Frankfurt am Main
  - Hochschule für Gestaltung Offenbach am Main
- Fachhochschulen
  - Hochschule Darmstadt
  - Frankfurt University of Applied Sciences
  - Hochschule Fulda
  - Technische Hochschule Mittelhessen
  - Hochschule Rhein-Main einschließlich der ehemaligen Hessischen Landesbibliothek Wiesbaden
- Hochschule Geisenheim
- Hessisches Landesarchiv, Wiesbaden
  - Hessisches Hauptstaatsarchiv, Wiesbaden
  - Hessisches Staatsarchiv Darmstadt
  - Hessisches Staatsarchiv Marburg
- Archivschule Marburg
- Landesmuseen
  - Hessisches Landesmuseum Darmstadt
  - Museumslandschaft Hessen Kassel
  - Museum Wiesbaden
  - Keltenwelt am Glauberg (Archäologisches Landesmuseum Hessen – Landesamt für Denkmalpflege Hessen)
  - Saalburgmuseum (Archäologisches Landesmuseum Hessen – Landesamt für Denkmalpflege Hessen)
- Staatstheater
  - Staatstheater Darmstadt
  - Staatstheater Kassel
  - Staatstheater Wiesbaden
- Landesamt für Denkmalpflege Hessen, Wiesbaden
  - Außenstelle Darmstadt (nur hessenARCHÄOLOGIE)
  - Außenstelle Marburg
  - Keltenwelt am Glauberg (Archäologisches Landesmuseum Hessen)
  - Saalburgmuseum (Archäologisches Landesmuseum Hessen)
- Hessisches Landesamt für geschichtliche Landeskunde
- Verwaltung der Staatlichen Schlösser und Gärten Hessen

### Rechts-, Fach- und Dienstaufsicht
Der Rechtsaufsicht des Ministeriums unterstehen:
- Nichtstaatliche Hochschulen und Berufsakademien in Hessen

- Klinikum der Johann Wolfgang Goethe-Universität Frankfurt,
- Universitätsklinikum Gießen und Marburg
- Staatliche Hochschule für Bildende Künste in Frankfurt am Main – Städelschule –
- Leibniz-Institut für Bildungsforschung und Bildungsinformation in Frankfurt am Main und Berlin
- Leibniz-Institut Hessische Stiftung Friedens- und Konfliktforschung in Frankfurt am Main
- Stiftung Sigmund-Freud-Institut in Frankfurt am Main
- Technische Universität Darmstadt
- Johann Wolfgang Goethe-Universität Frankfurt am Main
- Frankfurt School of Finance & Management
- Studierendenwerke (in Auftragsangelegenheiten besteht nur Fachaufsicht)
  - Darmstadt
  - Frankfurt am Main
  - Gießen
  - Marburg
  - Kassel

Der Dienstaufsicht untersteht die Filmbewertungsstelle Wiesbaden. Darüber hinaus besteht aufgrund des Hessischen Denkmalschutzgesetzes eine Fachaufsicht über die 37 unteren Denkmalschutzbehörden des Landes.

## Organisation
Das Ministerium umfasst fünf Abteilungen:
1. Zentralabteilung
2. Hochschulen und Infrastruktur
3. Forschung und Digitalisierung
4. Kunst und Kultur
5. Hessens Historisches Erbe

## Auszeichnungen

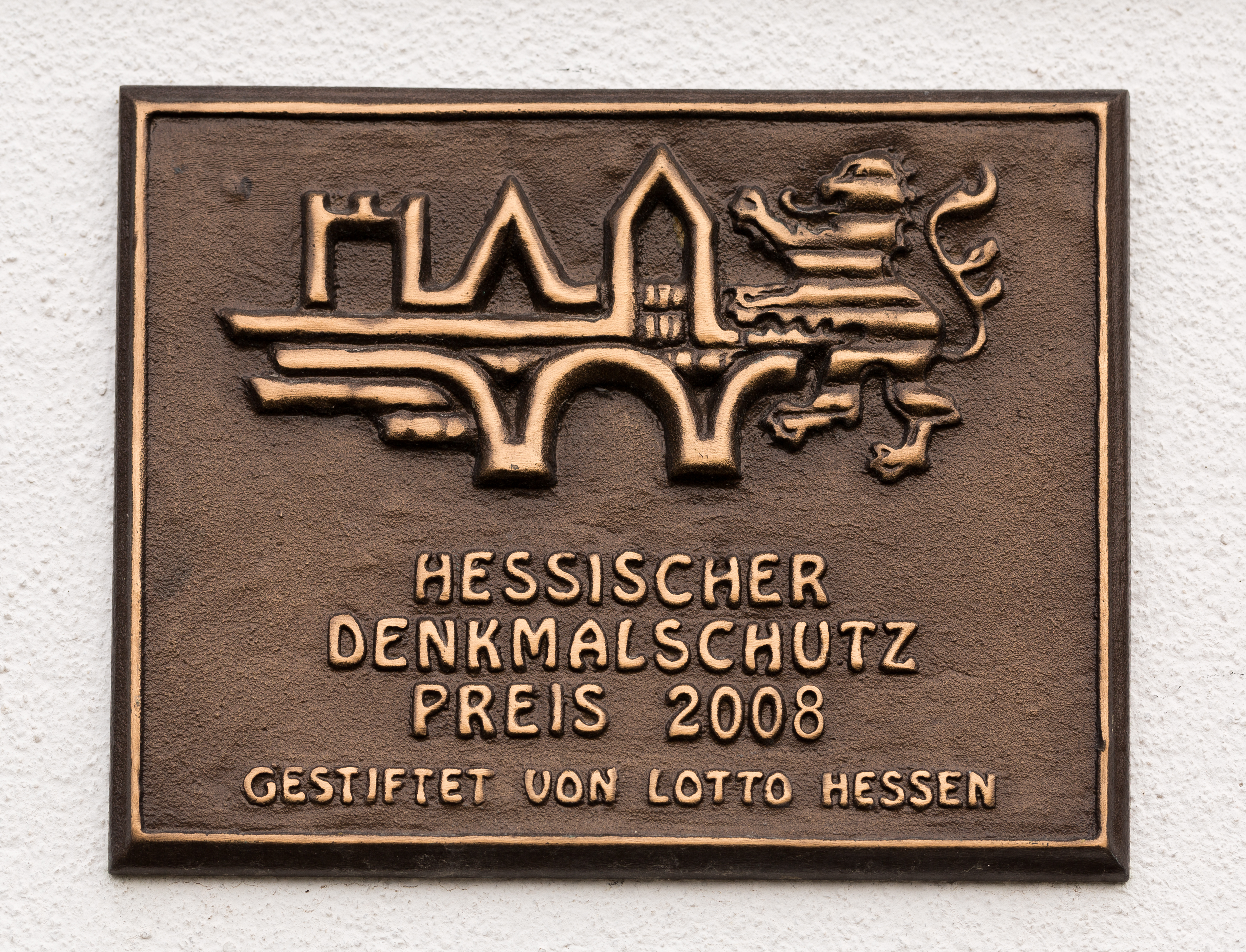
Bronzeplakette des Hessischen Denkmalschutzpreises 2008

Der hessische Minister für Wissenschaft und Forschung, Kunst und Kultur verleiht u. a.:
- die Goethe-Plakette in unregelmäßigen Abständen als höchste Auszeichnung des Ministeriums;
- den Hessischen Denkmalschutzpreis zusammen mit Lotterie-Treuhandgesellschaft mbH Hessen;
- die Hessischen Film- und Kinopreise;
- den Eduard-Anthes-Preis für Archäologie;
- den Robert-Gernhardt-Preis zusammen mit der Wirtschafts- und Infrastrukturbank Hessen;
- den Hessischen Hochschulpreis für Exzellenz in der Lehre;
- den Hessischen Jazzpreis.